# 崇平镇
崇平镇，是中华人民共和国四川省成都市崇州市曾经下辖的一个镇。2019年12月，撤销崇平镇，将其所属行政区域划归廖家镇管辖。

## 行政区划
崇平镇撤销前下辖以下地区：
明珠社区、全兴村、新乐村、君渡村和春风村。